# КиноБаза
КиноБаза (укр. КіноБаза) — украинская база данных и веб-сайт о кинематографе, открытый 25 декабря 2016 года.

## Описание сайта
КиноБаза — сервис на украинском языке с возможностью создавать произвольные списки фильмов и сериалов, актёров с фильтрами и возможностью выбора приватности. Кроме того, на сайте присутствуют такие возможности как:
- возможность добавлять фильм в избранные и в список «Смотреть позже»;
- возможность добавлять персоналии в избранные;
- фильтр поиска фильмов;
- возможность импортировать и экспортировать оценки;
- возможность привязывать и отвязывать аккаунты в социальных сетях;
- настройки приватности и другие детали аккаунта;
- сниппет рейтинга каждого фильма, который есть на сайте;
- кассовые сборы на Украине.
- создание пользовательских списков актёров, фильмов, сериалов.